# Monica Iozzi
Monica Iozzi est une journaliste, actrice et animatrice de télévision brésilienne.

## Biographie

### Enfance et formation
Elle est née le 2 novembre 1981, dans la ville de Ribeirão Preto.
Elle est diplômée en Arts du Spectacle à l’UNICAMP en 2005,.

### Carrière
Après avoir participé à la série Elas por elas, elle quitte le tournage pour raison de santé.

## Filmographie

### Doublage
- 2016 : Zootopie : Judy Hopps (version portugaise brésilien)[4]

### Telenovela
- 2015 : Alto Astral : Scarlett Santana
- 2018 : Assédio : Carmen
- 2019 : Sweet Diva : Kim Ventura / Cleonice da Silva